# Ángel Dealbert
Ángel Dealbert Ibañez (Benlloch, 1º gennaio 1983) è un ex calciatore spagnolo, di ruolo difensore.